# 代怀博
代怀博（1994年2月20日—），湖北武汉人，中国篮球运动员。

## 生平
- 2008年，代怀博代表华中师范大学第一附属中学出战耐克杯篮球赛表现出色。
- 2009年以体育特招生的身份进入武汉理工大学读书,并代表该队出战CUBA。

## 经历
- 2010年U17世青赛
- 2010年U18亚青赛
- 2011年U19世青赛
- 2012年亚青赛